# Charlotte FC
Charlotte Football Club is een Amerikaanse voetbalclub uit Charlotte, North Carolina. De club werd opgericht in 2019 en neemt sinds 2022 deel aan de Major League Soccer.

## Geschiedenis
In december 2019 werd er ingestemd met Charlotte FC als nieuwste MLS-franchise. Tijdens de eerste 24 uur na de aankondiging wist de club al zeven duizend seizoenkaarten te verkopen. Door de uitbraak van de coronapandemie in 2020 werd de deelname van Charlotte aan de competitie met een jaar uitgesteld tot 2022.
De club contracteerde in juli 2021 haar eerste speler en hoofdtrainer. Tijdens de draft werd de selectie verder aangevuld, onder andere met Anton Walkes. De Pool Karol Świderski werd op 26 januari 2022 gepresenteerd als Charlotte's eerste designated player. Exact een maand later speelde het team haar eerste officiële wedstrijd op bezoek bij D.C. United. De wedstrijd werd met 3-0 verloren. Ruim een week later trad het in eigen stadion aan tegen LA Galaxy voor een recordaantal toeschouwers van 74.479. Op 20 maart 2022 werd er voor het eerst gewonnen.
Na veertien wedstrijden werd er afscheid genomen van de hoofdtrainer. Op dat moment stond de club op de achtste plaats in de Conference en was het reeds uitgeschakeld in de US Open Cup. Uiteindelijk eindigde ze als negende, waardoor ze zich niet wisten te plaatsen voor de playoffs. In 2023 verkreeg Charlotte een wild card om deel te nemen aan de playoffs. Ze namen het hierin op tegen de New York Red Bulls, maar werden direct uitgeschakeld middels een 5-2 nederlaag.

## Bekende (oud-)Crowns

### Spelers
- Brecht Dejaegere
- Christian Fuchs
- Riley McGree
- Jere Uronen
- Ashley Westwood
- Wilfried Zaha

### Trainers
- Dean Smith